# David Seybering
David Seybering (* 19. Dezember 1995 in Leschede) ist ein deutscher Volleyballspieler.

## Karriere
Seybering begann seine Karriere beim FC 47 Leschede. Bis 2012 spielte er beim Zweitligisten VCB Tecklenburger Land. In der Zeit wurde er auch in die U18-Nationalmannschaft berufen. 2012 wechselte er zum Ligakonkurrenten FC Schüttorf 09. In der Saison 2014/15 spielte der Mittelblocker mit dem Nachwuchsteam VC Olympia Berlin in der ersten Liga. In den Playoffs 2015 trat er dann noch für die SVG Lüneburg an. Danach wechselte er zum Moerser SC, mit dem er in der dritten und zweiten Liga spielte. Von 2020 bis 2023 spielte er beim Bundesligisten Helios Grizzlys Giesen. Anschließend wechselte Seybering nach Spanien zu Club Vóley Palma.
Von 2016 bis 2019 spielte Seybering mit wechselnden Partnern einige Beachvolleyball-Turniere der zweiten Kategorie.

## Privates
Seyberings jüngere Schwester Diane spielt auch Volleyball.